# Sternocoelis puberulus
Sternocoelis puberulus är en skalbaggsart som först beskrevs av Victor Ivanovitsch Motschulsky 1858.  Sternocoelis puberulus ingår i släktet Sternocoelis och familjen stumpbaggar. Inga underarter finns listade i Catalogue of Life.